# Шуфт, Густав
Густав Шуфт (нем. Gustav Schuft; 16 июня 1878 или 16 июня 1876, Берлин — 8 февраля 1948, Котбус, Германия) — немецкий гимнаст, дважды чемпион летних Олимпийских игр 1896.
Шуфт стал победителем вместе со своей немецкой сборной по гимнастике в соревнованиях на брусьях и перекладине. Он также участвовал в индивидуальных упражнениях по опорному прыжку, коню, перекладине и параллельных брусьях, но не занял ни одного призового места.